# Vad éjszakák
A Vad éjszakák (eredeti francia címén: Les nuits fauves) Cyril Collard 1992-ben bemutatott francia filmje. Collard a forgatókönyvet részben önéletrajzi ihletésű, azonos című regényéből írta.

## A film cselekménye
1986-ban a 30 éves tehetséges operatőr, rendező, Jean megismerkedik a fiatal színésznővel, Lauraval. A férfi HIV-pozitív és biszexuális, amit később el is mond a lánynak. Laura kezdetben dühös lesz Jeanra, majd később elfogadja, hogy a férfi AIDS-es. Jeannak közben kapcsolata lesz a fiatal rögbi-focistával, Samyvel is. Jeanba szerelmes Laurat a férfi elhanyagolja és szakít vele, később azonban rájön, hogy a lányt szereti, és elmegy hozzá, de Laura már nem fogadja vissza.

## Főbb szereplők
| Szerep         | Színész               | Magyar hangja (1. szinkron) |
| -------------- | --------------------- | --------------------------- |
| Jean           | Cyril Collard         | Széles László               |
| Laura          | Romane Bohringer      | Kiss Eszter                 |
| Samy           | Carlos López          | Kamarás Iván                |
| Laura anyja    | Corine Blue           | Hűvösvölgyi Ildikó          |
| Jean anyja     | Claude Winter         | Dallos Szilvia              |
| Marc           | René-Marc Bini        | Király Attila               |
| Noria          | Maria Schneider       | Ullmann Mónika              |
| Marianne       | Clémentine Célarié    | Kecskés Karina              |
| Karine         | Laura Favali          | Gryllus Dorka               |
| Előadóművész   | Denis D’Arcangelo     | Crespo Rodrigo              |
| Pierre Olivier | Jean-Jacques Jauffret | Gesztesi Károly             |

## Díjak, jelölések

### César-díj(1993)
- díj: a legjobb film – Cyril Collard
- díj: a legjobb elsőfilm – Cyril Collard
- díj: a legígéretesebb fiatal színésznő – Romane Bohringer
- díj: a legjobb vágás – Lise Beaulieu
- jelölés: a legjobb rendező – Cyril Collard
- jelölés: a legjobb filmzene – René-Marc Bini
- jelölés: a legjobb eredeti vagy adaptált forgatókönyv – Cyril Collard

### Torontói Nemzetközi Filmfesztivál (1992)
- díj: A zsűri különdíjja: Legjobb film – Cyril Collard
- díj: FIPRESCI-díj: Cyril Collard megosztva A gravitáció törvényei című filmmel
- díj: Audience Award: Legjobb film – Cyril Collard
- jelölés: Torino város díja: Legjobb film – Cyril Collard

## Fordítás
- Ez a szócikk részben vagy egészben  a   Savage Nights című angol Wikipédia-szócikk fordításán alapul.  Az eredeti cikk szerkesztőit annak laptörténete sorolja fel. Ez a jelzés csupán a megfogalmazás eredetét és a szerzői jogokat jelzi, nem szolgál a cikkben szereplő információk forrásmegjelöléseként.

## Külső hivatkozások
- Vad éjszakák a PORT.hu-n (magyarul)
- Vad éjszakák az Internetes Szinkronadatbázisban (magyarul)
- Vad éjszakák az Internet Movie Database-ben (angolul)
- Vad éjszakák a Rotten Tomatoeson (angolul)
- Vad éjszakák a Box Office Mojón (angolul)
- Nuits fauves (francia nyelven). Allociné.fr